# Matthew Wolfenden
Matthew Ian Wolfenden (Halifax, West Yorkshire; 5 de mayo de 1980) es un actor inglés, más conocido por interpretar a David Matcalfe en la serie Emmerdale Farm.

## Biografía
Matthew salió con la bailarina Joanne Cavanagh.
En 2008 comenzó a salir con la actriz Charley Webb, la pareja se comprometió en Navidad del mismo año y finalmente se casaron en febrero de 2018. En septiembre de 2009 la pareja anunció que estaba esperando a su primer bebé juntos. El 3 de abril de 2010 tuvieron su primer hijo, Buster Lawrence Wolfenden. En agosto de 2013 la pareja anunció que se habían separado. Sin embargo, en 2014 regresaron y a principios de junio de 2015 anunciaron que estaban esperando su segundo hijo juntos. El 19 de diciembre de 2015 la pareja le dio la bienvenida a su segundo bebé, Bowie Grey Wolfenden. En febrero de 2019 la pareja anunció que estaban esperando a su tercer hijo, Ace Gene Wolfenden, al cual le dieron la bienvenida el 26 de julio del mismo año.

## Carrera
Matthew fue un gimnasta y miembro del equipo de gimnasia británica, sin embargo después de caerse durante una práctica en los anillos y lastimarse la espalda, decidió dejarlo y comenzar a actuar.
En el 2005 interpretó a Jason en Hollyoaks: Let Loose, un spin-off de la serie Hollyoaks.
El 26 de noviembre de 2006 se unió al elenco de la exitosa serie británica Emmerdale Farm donde interpreta al atractivo  David Matcalfe el hijo de Eric Pollard, hasta ahora. Originalmente Matthew había audicionado para el papel de Eli Dingle, sin embargo este lo obtuvo el actor Joseph Gilgun, los productores crearon a David Metcalfe para él.
En el 2007 participó en el programa Soapstar Superstar, donde interpretó las canciones "Bad Day" de Daniel Powter y "Don't Stop Me Now" de Queen, sin embargo Matthew quedó en noveno lugar.
En el 2012 se unió al elenco de la séptima temporada del programa Dancing on Ice donde participa junto a la patinadora profesional Nina Ulanova, donde ganaron el primer lugar.

## Filmografía

### Series de televisión
| Año             | Título               | Personaje      | Notas                     |
| --------------- | -------------------- | -------------- | ------------------------- |
| 2006 - presente | Emmerdale Farm       | David Matcalfe | 1,135 episodios           |
| 2005            | Hollyoaks: Let Loose | Jason          | episodio # 1.8            |
| 2004            | The Courtroom        | Tommy Payne    | episodio "One Hit Wonder" |

### Apariciones
| Año  | Obra               | Notas              |
| ---- | ------------------ | ------------------ |
| 2012 | Dancing on Ice     | concursante - ganó |
| 2007 | Soapstar Superstar | concursante        |

## Premios y nominaciones
| Año  | Categoría               | Premio             | Serie          | Resultado |
| ---- | ----------------------- | ------------------ | -------------- | --------- |
| 2017 | Sexiest Male            | Inside Soap Award  | Emmerdale Farm | Nominado  |
| 2017 | Best Actor              | British Soap Award | Emmerdale Farm | Nominado  |
| 2016 | Funniest Male           | Inside Soap Award  | Emmerdale Farm | Nominado  |
| 2016 | Best Comedy Performance | British Soap Award | Emmerdale Farm | Nominado  |
| 2014 | Sexiest Male            | British Soap Award | Emmerdale Farm | Nominado  |
| 2013 | Sexiest Male            | Inside Soap Award  | Emmerdale Farm | Nominado  |
| 2013 | Sexiest Male            | British Soap Award | Emmerdale Farm | Nominado  |
| 2012 | Sexiest Male            | Inside Soap Award  | Emmerdale Farm | Nominado  |
| 2012 | Sexiest Male            | British Soap Award | Emmerdale Farm | Nominado  |